# Wereldkampioenschappen BMX 2022
De wereldkampioenschappen BMX 2022 werden van 26 tot en met 31 juli georganiseerd in Nantes, Frankrijk.

## Medailleoverzicht

### Mannen
| Onderdeel    | Goud | Goud                | Zilver | Zilver                       | Brons | Brons             |
| ------------ | ---- | ------------------- | ------ | ---------------------------- | ----- | ----------------- |
| BMX elite    | SUI  | Simon Marquart      | GBR    | Kye Whyte                    | FRA   | Joris Daudet      |
| BMX U23      | FRA  | Leo Garoyan         | COL    | Juan Camilo Ramirez Valencia | JPN   | Asuma Nakai       |
| BMX junioren | NED  | Julian Bijsterbosch | NED    | Jaymio Brink                 | BEL   | Wannes Magdelijns |

### Vrouwen
| Onderdeel    | Goud | Goud            | Zilver | Zilver                   | Brons | Brons            |
| ------------ | ---- | --------------- | ------ | ------------------------ | ----- | ---------------- |
| BMX elite    | USA  | Felicia Stancil | SUI    | Zoé Claessens            | NED   | Merel Smulders   |
| BMX U23      | DEN  | Malene Sørensen | SUI    | Nadine Aeberhard         | CAN   | Molly Simpson    |
| BMX junioren | FRA  | Léa Brindjonc   | LAT    | Veronika Monika Sturiska | CZE   | Sabina Košárková |

### Medaillespiegel
| Plaats | Land                | Goud | Zilver | Brons | Totaal |
| 1      | Frankrijk           | 2    | 0      | 1     | 3      |
| 2      | Zwitserland         | 1    | 2      | 0     | 3      |
| 3      | Nederland           | 1    | 1      | 1     | 3      |
| 4      | Denemarken          | 1    | 0      | 0     | 1      |
| 4      | Verenigde Staten    | 1    | 0      | 0     | 1      |
| 6      | Colombia            | 0    | 1      | 0     | 1      |
| 6      | Letland             | 0    | 1      | 0     | 1      |
| 6      | Verenigd Koninkrijk | 0    | 1      | 0     | 1      |
| 9      | België              | 0    | 0      | 1     | 1      |
| 9      | Canada              | 0    | 0      | 1     | 1      |
| 9      | Japan               | 0    | 0      | 1     | 1      |
| 9      | Tsjechië            | 0    | 0      | 1     | 1      |
| Totaal | Totaal              | 6    | 6      | 6     | 18     |

## Finales elite

### Mannen
| Rang   | Naam           | Land                | Bijz. |
| ------ | -------------- | ------------------- | ----- |
| Goud   | Simon Marquart | Zwitserland         |       |
| Zilver | Kye Whyte      | Verenigd Koninkrijk |       |
| Brons  | Joris Daudet   | Frankrijk           |       |
| 4      | Gonzalo Molina | Argentinië          |       |
| 5      | Sylvain André  | Frankrijk           |       |
| 6      | Izaac Kennedy  | Australië           |       |
| 7      | Arthur Pilard  | Frankrijk           |       |
| 8      | Eddy Clerté    | Frankrijk           |       |

### Vrouwen
| Rang   | Naam                  | Land             | Bijz. |
| ------ | --------------------- | ---------------- | ----- |
| Goud   | Felicia Stancil       | Verenigde Staten |       |
| Zilver | Zoe Claessens         | Zwitserland      |       |
| Brons  | Merel Smulders        | Nederland        |       |
| 4      | Alise Willoughby-Post | Verenigde Staten |       |
| 5      | Mariana Pajón Londoño | Colombia         |       |
| 6      | Manon Veenstra        | Nederland        |       |
| 7      | Laura Smulders        | Nederland        |       |
| 8      | Camille Maire         | Frankrijk        |       |